# Polystachya porphyrochila
Polystachya porphyrochila är en orkidéart som beskrevs av Joyce Stewart. Polystachya porphyrochila ingår i släktet Polystachya och familjen orkidéer. Inga underarter finns listade i Catalogue of Life.